# Rhyncomya hessei
Rhyncomya hessei är en tvåvingeart som beskrevs av Zumpt 1958. Rhyncomya hessei ingår i släktet Rhyncomya och familjen Rhiniidae. Inga underarter finns listade i Catalogue of Life.